# Мазевский сельский совет (Путивльский район)
Мазевский сельский совет (укр. Мазівська сільська рада) — входит в состав
Путивльского района
Сумской области
Украины.
Административный центр сельского совета находится в 
с. Мазевка
.

## Населённые пункты совета
- с. Мазевка
- с. Новослободское
- с. Вороновка
- с. Ореховка
- с. Почепцы
- с. Соловьево